# Kardinalska imenovanja pape Franje
Papa Franjo za vrijeme svoga pontifikata (2013. - 2025.), održao je 10 konzistorija na kojima je imenovao ukupno 163 kardinala.

## Konzistorij 22. veljače 2014. (I.)
1. Pietro Parolin, akvapendentenski naslovni nadbiskup, državni tajnik Njegove Svetosti
2. Lorenzo Baldisseri, dioklecijanski naslovni nadbiskup, glavni tajnik Biskupske sinode
3. Gerhard Ludwig Müller, nadbiskup, regensburški biskup emeritus, prefekt Kongregacije za nauk vjere, predsjednik Papinskoga povjerenstva Ecclesia Dei, predsjednik Papinskoga biblijskog povjerenstva, i predsjednik Međunarodnoga teološkoga povjerenstva
4. Beniamino Stella, midilanski naslovni nadbiskup, prefekt Kongregacije za kler
5. Vincent Gerard Nichols, vestminsterski nadbiskup
6. Leopoldo José Brenes Solórzano, managuanski nadbiskup
7. Gérald Cyprien Lacroix, ISPX, kvebeški nadbiskup
8. Jean-Pierre Kutwa, abiđanski nadbiskup
9. Orani Joao Tempesta, O. Cist., nadbiskup Sao Sebastiao de Rio de Janeira
10. Gualtiero Bassetti, peruđansko-pjevegradski nadbiskup
11. Mario Aurelio Poli, buenosaireski nadbiskup, primas Argentine
12. Andrew Yeom Soo jung, seulski nadbiskup
13. Ricardo Ezzati Andrello, S.D.B., santiagodečileanski nadbiskup
14. Philippe Nakellentuba Ouédraogo, uageduganski nadbiskup
15. Orlando Beltran Quevedo, O.M.I., kotabatski nadbiskup
16. Chibly Langlois, lezkajski biskup
17. Loris Francesco Capovilla, mesembrijski naslovni nadbiskup, loretanski prelat emeritus i papinski delegat za Loretansko svetište
18. Fernando Sebastián Aguilar, C.M.F., pamplonski i tudelski nadbiskup emeritus
19. Kelvin Edward Felix, kastrijski nadbiskup emeritus

## Konzistorij 14. veljače 2015. (II.)
1. Dominique Mamberti, sagonski naslovni nadbiskup, prefekt Vrhovnog sudišta Apostolske signature
2. Manuel José Macário do Nascimento Clemente, lisabonski patrijarh
3. Berhaneyesus Demerew Souraphiel, C.M., adisabebski nadbiskup
4. John Atcherley Dew, velingtonski nadbiskup
5. Edoardo Menichelli, jakinsko-osimski nadbiskup
6. Pierre Nguyễn Van Nhơn, hanojski nadbiskup
7. Alberto Suárez Inda, morelijski nadbiskup
8. Charles Maung Bo, S.D.B., janagonski nadbiskup
9. Francis Xavier Kriengsak Kovithavanij, bangkoški nadibksup
10. Francesco Montenegro, agriđentski nadbiskup
11. Daniel Fernando Sturla Berhouet, S.D.B., montevidejski nadbiskup
12. Ricardo Blázquez Pérez, valjadolidski nadbiskup
13. José Luis Lacunza Maestrojuán, O.A.R., davidski biskup
14. Arlindo Gomes Furtado, santiagodekapoverdski biskup
15. Soane Patita Paini Mafi, tonganski biskup
16. José de Jesús Pimiento Rodríguez, manisaleški nadbiskup emeritus
17. Luigi De Magistris, novanski naslovni nadbiskup, veliki pokorničar emeritus
18. Karl-Joseph Rauber, jubaltijanski naslovni nadbiskup, apostolski nuncij
19. Luis Héctor Villalba, tukumanski nadbiskup emeritus
20. Júlio Duarte Langa, šajšajski biskup emeritus

## Konzistorij 19. studenoga 2016. (III.)
1. Mario Zenari, naslovni nadbiskup Iulium Carnicuma, apostolski nuncij u Siriji
2. Dieudonné Nzapalainga, C.S.Sp., bangujski nadbiskup
3. Carlos Osoro Sierra, madridski nadbiskup
4. Sérgio da Rocha, brazilijski nadbiskup
5. Blase Joseph Cupich, čikaški nadbiskup
6. Patrick D’Rozario, C.S.C., dakanski nadbiskup
7. Baltazar Enrique Porras Cardozo, meridanski nadbiskup
8. Jozef De Kesel, mehelensko-briselski nadbiskup
9. Maurice Piat, C.S.Sp., portluiski nadbiskup
10. Kevin Joseph Farrell, prefekt Dikasterija za like, obitelj i život
11. Carlos Aguiar Retes, tlalnepantlanski nadbiskup
12. John Ribat, M.S.C., portmoresbijski nadbiskup
13. Joseph William Tobin, C.SS.R., indianapolski nadbiskup
14. Anthony Soter Fernandez, kualalumpurski nadbiskup emeritus
15. Renato Corti, novarski biskup emeritus
16. Sebastian Koto Khoarai, O.M.I., biskup emeritus Mohale’s Hoeka
17. Ernest Simoni, svećenik Skadarske nadbiskupije

## Konzistorij 28. lipnja 2017. (IV.)
1. Jean Zerbo, bamakanski nadbiskup
2. José José Omella Omella, barcelonski nadbiskup
3. Anders Arborelius, O.C.D., štokholmski biskup
4. Louis Marie Ling Mangkhanekhoun, I.V.D., apostolski upravitelj sede vacante et ad nutum Sanctae Sedis apostolskoga vikarijata Vientiane
5. Gregorio Rosa Chávez, mulijski naslovni biskup, sansalvadorski pomoćni biskup

## Konzistorij 28. lipnja 2018. (V.)
1. Louis Raphaël I. Sako, babilonski patrijarh, Kaldejska katolička crkva
2. Luis Francisco Ladaria Ferrer, SJ, prefekt Kongregacije za nauk vjere
3. Angelo De Donatis, generalni vikar Njegove Svetosti za Rimsku biskupiju
4. Giovanni Angelo Becciu, zamjenik za opće poslove u Državnom tajništvu i poseban delegat za Suvereni viteški malteški red
5. Konrad Krajewski, razdjelitelj milostinje Njegove Svetosti
6. Joseph Coutts, karačijski nadbiskup
7. António dos Santos Marto, leirijsko-fatimski biskup
8. Pedro Ricardo Barreto Jimeno, SJ, huankasjki nadbiskup
9. Desiré Tsarahazana, toamisanski nadbiskup
10. Giuseppe Petrocchi, nadbiskup L’Aquile
11. Thomas Aquinas Manyo Maeda, osakanski nadbiskup
12. Sergio Obeso Rivera, halapanski nadbiskup emeritus
13. Toribio Ticona Porco, korokoronski prelat emeritus
14. Aquilino Bocos Merino, CMF, generalni superior emeritus Misionarskih sinova Bezgrješnoga Srca Marijina

## Konzistorij 5. listopada 2019. (VI.)
1. Miguel Ángel Ayuso Guixot
2. José Tolentino Calaça de Mendonça
3. Ignatius Suharyo Hardjoatmodjo, jakartaski nadbiskup
4. Juan de la Caridad García Rodríguez, nadbiskup San Cristóbal de La Habane
5. Fridolin Ambongo Besungu, kinšaski nadbiskup
6. Jean Claude Hollerich
7. Álvaro Leonel Ramazzini Imeri
8. Matteo Maria Zuppi, bolonjski nadbiskup
9. Cristóbal López Romero, rabatski nadbiskup
10. Michael Czerny
11. Michael Louis Fitzgerald
12. Sigitas Tamkevičius
13. Eugenio Dal Corso

## Konzistorij 28. studenoga 2020. (VII.)
1. Mario Grech
2. Marcello Semeraro
3. Antoine Kambanda
4. Wilton Daniel Gregory
5. Jose Fuerte Advincula
6. Celestino Aós Braco
7. Cornelius Sim
8. Augusto Paolo Lojudice
9. Mauro Gambetti
10. Felipe Arizmendi Esquivel
11. Silvano Maria Tomasi
12. Raniero Cantalamessa
13. Enrico Feroci

## Konzistorij 27. kolovoza 2022. (VIII.)
1. Arthur Roche
2. Lazarus You Heung-sik
3. Fernando Vérgez Alzaga
4. Jean-Marc Aveline, marseilleski nadbiskup
5. Peter Ebere Okpaleke, ekwulobiaski biskup
6. Leonardo Ulrich Steiner, manauski nadbiskup
7. Filipe Neri do Rosario Ferrão, goaski i damanski nadbiskup
8. Robert Walter McElroy
9. Virgílio do Carmo da Silva, diliski nadbiskup
10. Oscar Cantoni
11. Anthony Poola, hyderabadaski nadbiskup
12. Paulo Cesar Costa, brazilijski nadbiskup
13. Richard Kuuia Baawobr, biskup Wa-a
14. William Goh Seng Chye, singapurski nadbiskup
15. Adalberto Martínez Flores, asuncionski nadbiskup
16. Giorgio Marengo, ulanbatorski apostolski prefekt
17. Jorge Enrique Jiménez Carvajal
18. Arrigo Miglio
19. Gianfranco Ghirlanda
20. Fortunato Frezza

## Konzistorij 7. prosinca 2024. (X.)
1. Angelo Acerbi, apostolski nuncij
2. Carlos Gustavo Castillo Mattasoglio, limski nadbiskup metropolit (Peru)
3. Vicente Bokalic Iglic, nadbiskup Santiaga del Estera, argentinski primas
4. Luis Gerardo Cabrera Herrera, nadbiskup Guayaquila (Ekvador)
5. Fernando Natalio Chomalí Garib, nadbiskup Santiaga (Čile)
6. Tarcisio Isao Kikuchi, nadbiskup Tokija (Japan)
7. Pablo Virgilio Siongco David, biskup Kalookana (Filipini)
8. László Német, beogradski nadbiskup (Srbija)
9. Jaime Spengler, nadbiskup Porto Alegrea
10. Ignace Bessi Dogbo, nadbiskup Abidjana (Obala Bjelokosti)
11. Jean-Paul Vesco, alžirski nadbiskup (Alžir)
12. Dominique Mathieu, nadbiskup Nadbiskupije Teheran Ispahan (Iran)
13. Roberto Repole, torinski nadbiskup
14. Baldassare Reina, generalni vikar za Rimsku biskupiju
15. Frank Leo, nadbiskup Toronta (Kanada)
16. Rolandas Makrickas, nadsvećenik koadjutor bazilike Santa Maria Maggiore
17. Mykola Bychok, eparh Eparhije Svetih Petra i Pavla za ukrajinske vjernike u Melbourneu
18. Timothy Peter Joseph Radcliffe, teolog
19. Fabio Baggio, dotajnik Dikasterija za promicanje cjelovitog ljudskog razvoja
20. George Jacob Koovakad, dužnosnik Državnog tajništva odgovoran za papinska putovanja.
21. Domenico Battaglia, napuljski nadbiskup